# Moulicent
Moulicent és un municipi francès situat al departament de l'Orne i a la regió de Normandia. L'any 2007 tenia 286 habitants.

## Demografia

### Població
El 2007 la població de fet de Moulicent era de 286 persones. Hi havia 128 famílies de les quals 36 eren unipersonals (12 homes vivint sols i 24 dones vivint soles), 36 parelles sense fills, 40 parelles amb fills i 16 famílies monoparentals amb fills.
La població ha evolucionat segons el següent gràfic:
Habitants censats

### Habitatges
El 2007 hi havia 195 habitatges, 126 eren l'habitatge principal de la família, 58 eren segones residències i 11 estaven desocupats. 184 eren cases i 1 era un apartament. Dels 126 habitatges principals, 104 estaven ocupats pels seus propietaris, 17 estaven llogats i ocupats pels llogaters i 5 estaven cedits a títol gratuït; 3 tenien una cambra, 12 en tenien dues, 21 en tenien tres, 33 en tenien quatre i 57 en tenien cinc o més. 103 habitatges disposaven pel capbaix d'una plaça de pàrquing. A 57 habitatges hi havia un automòbil i a 62 n'hi havia dos o més.

### Piràmide de població
La piràmide de població per edats i sexe el 2009 era:
| Homes | Edats   | Dones |
| ----- | ------- | ----- |
| 0     | 95 o +  | 0     |
| 4     | 90 a 94 | 0     |
| 0     | 85 a 89 | 8     |
| 8     | 80 a 84 | 0     |
| 8     | 75 a 79 | 4     |
| 8     | 70 a 74 | 8     |
| 0     | 65 a 69 | 8     |
| 4     | 60 a 64 | 4     |
| 12    | 55 a 59 | 4     |
| 4     | 50 a 54 | 8     |
| 20    | 45 a 49 | 4     |
| 16    | 40 a 44 | 16    |
| 16    | 35 a 39 | 20    |
| 0     | 30 a 34 | 4     |
| 0     | 25 a 29 | 0     |
| 4     | 20 a 24 | 0     |
| 12    | 15 a 19 | 12    |
| 12    | 10 a 14 | 8     |
| 12    | 5 a 9   | 8     |
| 8     | 0 a 4   | 4     |

## Economia
El 2007 la població en edat de treballar era de 194 persones, 128 eren actives i 66 eren inactives. De les 128 persones actives 117 estaven ocupades (62 homes i 55 dones) i 11 estaven aturades (4 homes i 7 dones). De les 66 persones inactives 36 estaven jubilades, 11 estaven estudiant i 19 estaven classificades com a «altres inactius».

### Ingressos
El 2009 a Moulicent hi havia 130 unitats fiscals que integraven 309 persones, la mediana anual d'ingressos fiscals per persona era de 16.436 €.

### Activitats econòmiques
Dels 18 establiments que hi havia el 2007, 1 era d'una empresa extractiva, 1 d'una empresa de fabricació d'altres productes industrials, 4 d'empreses de construcció, 2 d'empreses de comerç i reparació d'automòbils, 2 d'empreses d'hostatgeria i restauració, 5 d'empreses de serveis i 3 d'empreses classificades com a «altres activitats de serveis».
Dels 6 establiments de servei als particulars que hi havia el 2009, 1 era un guixaire pintor, 1 fusteria, 1 empresa de construcció, 1 perruqueria, 1 restaurant i 1 saló de bellesa.
L'any 2000 a Moulicent hi havia 24 explotacions agrícoles que ocupaven un total de 1.352 hectàrees.

## Poblacions més properes
El següent diagrama mostra les poblacions més properes.